# 基洛夫區 (聖彼得堡)

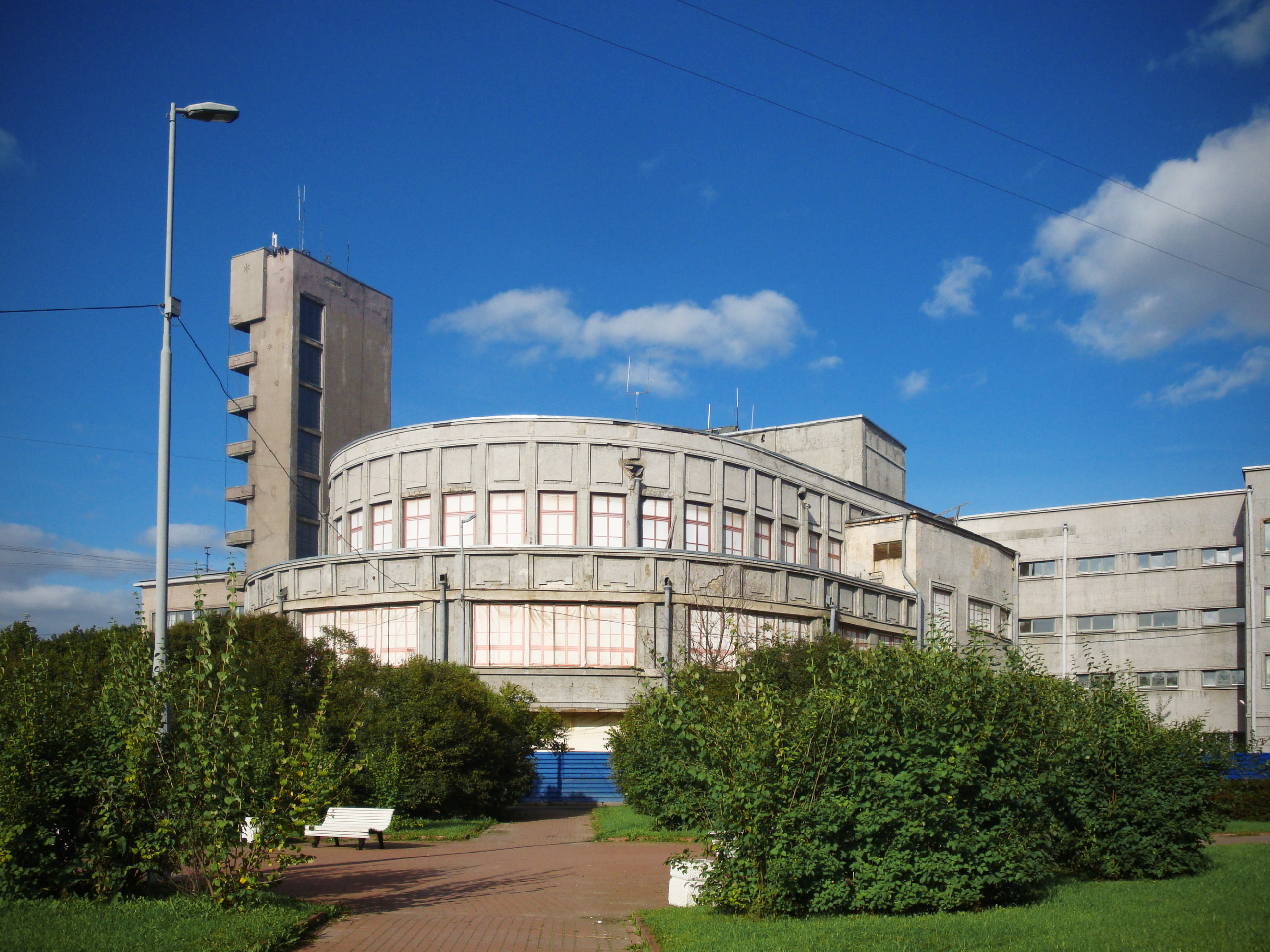

59°52′N 30°14′E / 59.867°N 30.233°E
基洛夫區（羅馬化：Kirovsky rayon）是俄羅斯聖彼得堡的一個區，位於該國西北部，面積48平方公里，2010年人口334,746，人口密度每平方公里6,973.88人。